# Aeropuerto San Juan de Nicaragua
Aeropuerto San Juan de Nicaragua (ICAO: MNSB), är en flygplats i San Juan del Norte, Nicaragua. Den ligger tre kilometer sydost om samhället, två kilometer söder om Karibiska havet och två kilometer väster om gränsen till Costa Rica. Flygplatsen, som saknar reguljär trafik, invigdes i mars 2012. Landningsbanan i betong är 1 200 meter lång och 23 meter bred.
För att sa sig från San Juan del Norte till flygltasen måste man ta båt, då väg saknas. 